# Сиротенко Григорій Тимофійович
Григо́рій Тимофійович Сироте́нко (18 березня 1888, Нові Санжари — 21 червня 1925, Полтава) — український політичний діяч, адвокат. Член УСДРП.

## Життєпис

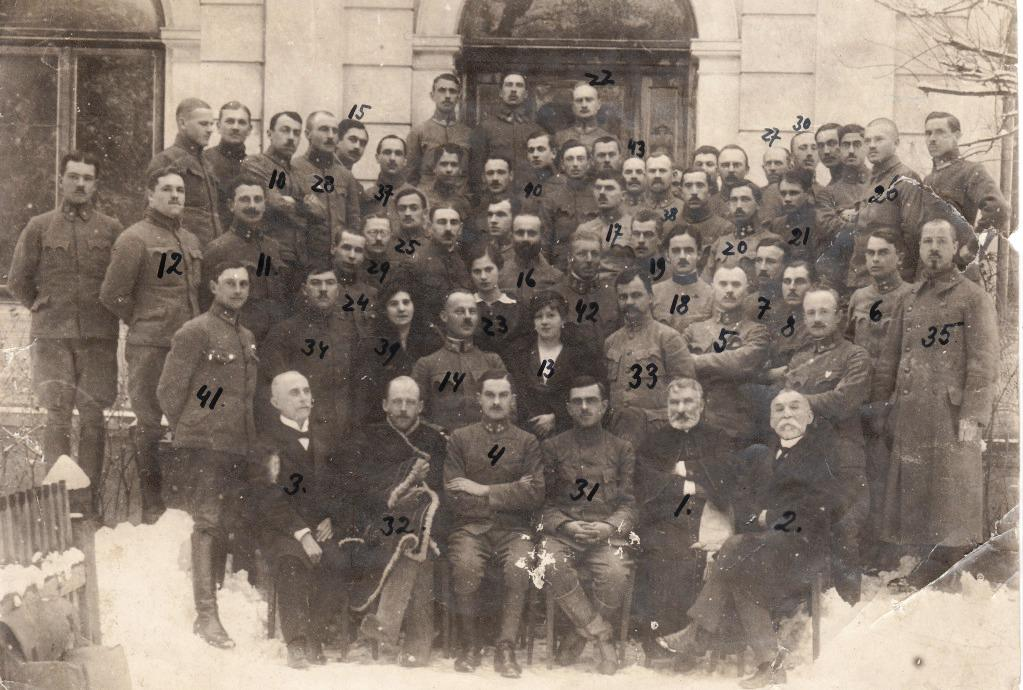
Діячі ЗУНР у Золочівському повіті, 1919. Цифрами на фото позначені: 1. о. Стефан Юрик 2. Михайло Балтарович 3. Гнат Дзерович 4. Ілля Цьокан 5. Теодор Ваньо 6. Пор. Юрій Жмур 7. Йосафат Фешур; між 6 і 8 Василь Пачовський 10. Пор. Мирон Дольницький 11. Олександр Малиновський 12. Петро Вовк 14.от. Северин Лещiй 16. сот. Мирослав Янович 18. Кравс 19. Рудольф Фірер 23. Скобельська Анна 24. Пор. Теодор Дацків 25. Білач 26. Василь Сірко 27 Михайло Павлюк 29. сот. Іван Сітницький 30. Ольшанецький 31. Олександр Шаповал 32. Микола Какурін 33. Григорій Сиротенко 42. Гребенц. Зліва від № 40 Парнас Яків

Народився в козацькій родині. Закінчив Демидівський юридичний ліцей (Ярославль). Працював в адвокатурі помічником присяжного повіренного.
Під час Першої світової війни був мобілізований як прапорщик запасу в РІА, під час служби отримав чин підпоручика. У серпні 1915 р. потрапив у полон під час захоплення німецькими військами Новогеоргієвської фортеці, де й перебував до кінця лютого 1918 р.
У 1915—1917 роках співробітник Союзу Визволення України в таборі полонених у Раштаті.
У 1917 був головою української громади в офіцерському таборі Ган-Мюнден. Ініціатор українізації цього табору та створення з полонених вояків-українців двох Українських (Синьожупанних) дивізій. У січні—квітні 1918 р. — старший для зв'язку між синьожупанниками та німецькою владою. У ніч з 26 на 27 квітня обидві дивізії були розформовані німцями — як ненадійні. Підтримав Симона Петлюру, який виступив у кінці 1918 р. проти режиму гетьмана Павла Скоропадського. Станом на 12 грудня 1918 р — голова Військово-судової управи Дієвої армії УНР.
У кабінеті Володимира Чехівського — міністр юстиції (січень — лютий 1919 р.).
Товариш міністра військових справ у кабінеті Сергія Остапенка, виконував обов'язки міністра (14(13-?) — 22 лютого 1919).
У кабінеті Бориса Мартоса виконувач обов'язків міністра військових справ (9 квітня — 4 липня 1919).
З липня по грудень 1919 р. — радник Міністерства внутрішніх справ УНР.
З 1920 р. нелегально жив у Радянській Україні, у Нових Санжарах, заарештований 21 жовтня 1920-го особливим відділом Південно-Західного фронту.
У травні 1921 підсудний на процесі над діячами Української партії соціалістів-революціонерів, що проходив у Києві у Верховному надзвичайному трибуналі. Д.Мануїльський виступив державним обвинувачем, обвинувачені: Всеволод Голубович, Назар Петренко, Іван Лизанівський, Іван Часник, Юрій Ярослав, Григорій Сиротенко, Юрій Скугар-Скварський, Сергій Остапенко.
До самогубства за нез'ясованих обставин 21 червня 1925 року в передмісті Полтави  (Павленках) був співробітником губернського статистичного бюро.

## Вшанування пам'яті
У селищі Нові Санжари провулок Пролетарський перейменували на провулок Григорія Сиротенка.